# 박영옥 (주식 농부)
박영옥은 '주식 농부'로 알려져 있으며, 대한민국을 대표하는 주식 투자자이다. 다수의 저서를 출판하였고, 농심투자 철학을 증명해 왔으며 이를 기반으로 주식투자 10계명을 완성했다.

## 주요 저서
- 돈, 일하게 하라
- 주식회사의 약속
- 주식, 농부처럼 투자하라
- 얘야, 너는 기업의 주인이다
- 주식투자자의 시선
- 똑똑한 배당주 투자